# Tập tính vị tha

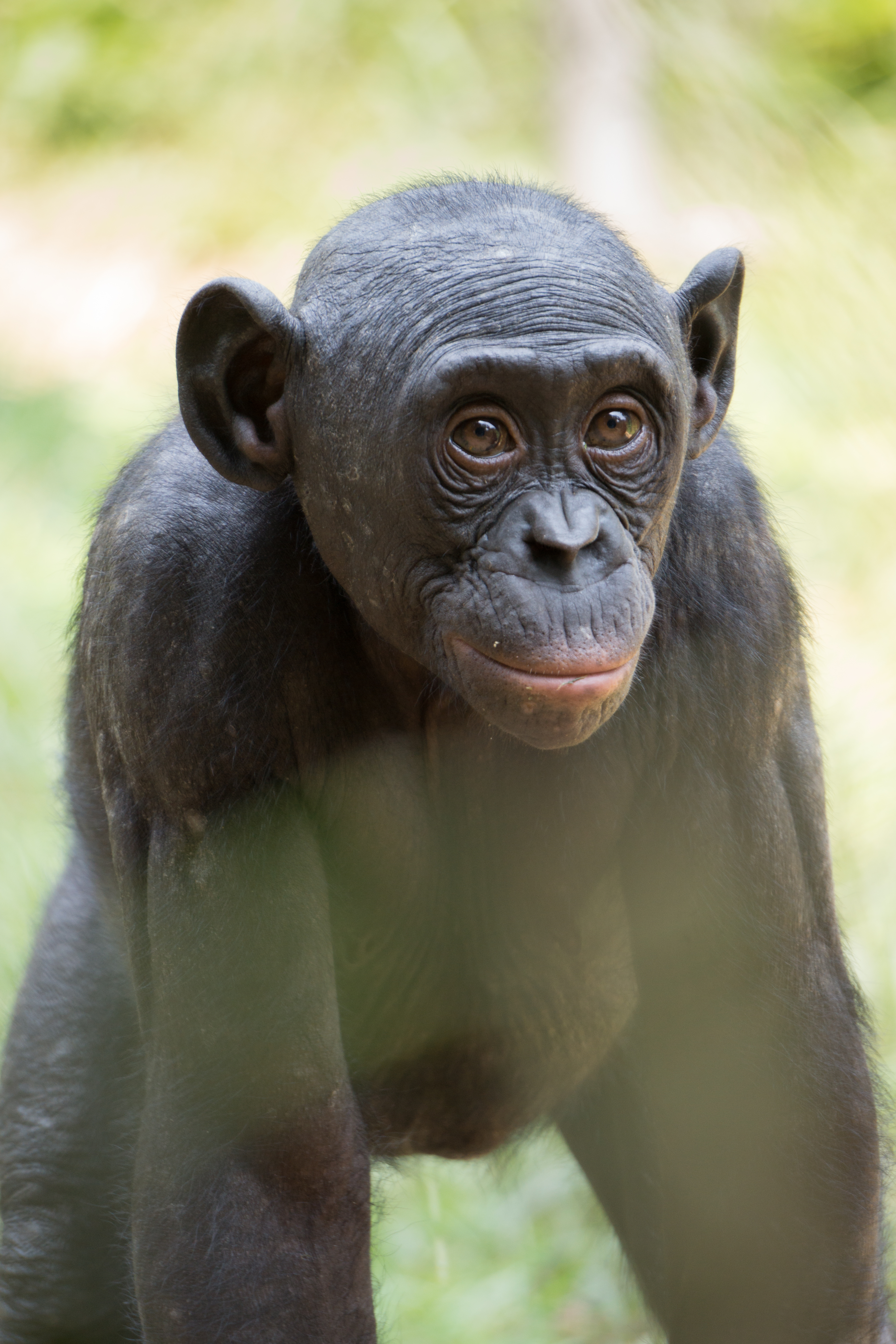
Vượn Bonobo được ghi nhận là có lòng vị tha

Tập tính vị tha ở động vật là tập tính hy sinh quyền lợi bản thân cá thể thậm chí cả tính mạng vì lợi ích sinh tồn của cả bầy đàn, thông thường trong thế giới động vật, nó mang nghĩa là sự hỗ trợ cho đồng loại, ví dụ như sự tương trợ nuôi dưỡng. Trong sinh học, lòng vị tha (Altruism) đề cập đến hành vi của một cá thể làm tăng sức sinh tồn của một hoặc nhiều cá thể khác trong khi sẽ làm giảm cơ hội và sự sinh tồn của chính nó. Lòng vị tha theo nghĩa này khác với khái niệm triết học về lòng vị tha bác ái, trong đó một hành động sẽ chỉ được gọi là "vị tha" nếu nó được thực hiện với ý định giúp đỡ người khác.
Theo thuật ngữ khoa học, đây là thuyết chọn lọc họ hàng hay còn gọi là lòng vị tha theo dòng dõi, là tập tính vị tha tiến hóa bởi sự điều khiển của chọn lọc theo dòng dõi theo đó, những kẻ giúp đỡ rất giỏi phân biệt bà con xa với họ hàng gần, từ đấy chúng chọn ra những đối tượng phù hợp để giúp các thành viên khác trong cộng đồng duy trì nòi giống. Ở những loài mà lợi ích của hành vi giúp đỡ họ hàng mang lại nhiều lợi ích cho kẻ giúp đỡ, thì việc ưu ái trở nên rất phổ biến là bằng chứng rõ ràng nhất về thuyết chọn lọc họ hàng. Trái ngược với lòng vị tha chính là lòng vị kỷ, tức là bản năng của động vật, kể cả ở con người luôn cố dành lấy những gì tốt nhất cho bản thân mình (thức ăn, lãnh thổ động vật, bạn tình...).

## Tranh luận
Theo thuyết chọn lọc tự nhiên của Charles Darwin, thành công về mặt di truyền của bất kỳ động vật nào cũng được đo bằng số lượng con mà nó nuôi được để truyền lại DNA được gọi là sự thành công sinh sản. Tuy nhiên, có nhiều cá thể trong loài lại hy sinh cơ hội có con để nuôi nấng, chăm sóc và bảo vệ con cái của đồng loại, điều này được lý giải rằng hành vi giúp họ hàng nuôi con sẽ cho phép kẻ giúp đỡ gián tiếp truyền gene cho thế hệ sau, bởi vì giữa các cá thể có nhiều gene giống nhau, cách giải thích này chỉ đúng đối với những côn trùng sống cộng đồng như ong mật và ong bắp cày, còn đối với động vật có xương sống thì khó có thể chấp nhận. Ong thợ là nhân bản vô tính của ong chúa, nhưng lại không có khả năng sinh sản, như vậy, chúng chỉ có thể truyền gene của mình qua con cháu của ong chúa.
Còn chim muông và động vật có vú thì khác, bởi vì chúng hoàn toàn có thể sinh sản. Bởi vậy, khi giúp đỡ đồng loại, chúng phải chấp nhận hy sinh và sẽ phải chịu nhiều thiệt thòi. Những người phản bác thuyết chọn lọc họ hàng lại cho rằng, động vật có xương sống được lợi theo cách khác, thông qua việc giúp đỡ đồng loại, chúng có thể học được những kỹ năng cần thiết cho việc nuôi con sau này, tránh khỏi bị thú dữ ăn thịt, nâng cao vị thế của bản thân nó trong cộng đồng bầy đàn, tăng cường tình đoàn kết, cảm mến và sẽ giúp nó sau này dễ dàng tìm được bạn tình (ví dụ như hành vi nhường phần mồi hoặc thức ăn kiếm được của con đực cho con cái (con mái) sẽ giúp cho nó dễ dàng chiếm được tình cảm của con cái hơn (tập tính mến) để trở thành bạn tình của chính nó tương lai.

## Ghi nhận

### Côn trùng
Kiến là loài vật có tập tính vị tha, chúng liên kết với nhau thành từng đàn khi đi qua sông, những con con sẽ được ở trên, phần do những con khỏe mạnh trụ, chúng nối lại với nhau thành một khối trồng chất cứ thế qua sông. Kiến sống thành bầy đàn, phân chia nhiệm vụ rõ ràng, có tôn ti trật tự, biết bảo vệ lẫn nhau và cũng đi xâm lăng, cướp bóc, bắt nô lệ, chăn nuôi sâu bọ. Số lượng bầy kiến có thể từ vài chục cho đến hàng ngàn con nhưng đứng đầu luôn là kiến chúa, còn lại hầu như là các kiến thợ cái với những nhiệm vụ như tìm kiếm thực ăn, nuôi nấng kiến con và đánh nhau khi có giao tranh. Có rất ít kiến đực và chúng chỉ xuất hiện trong một thời gian ngắn với phận sự duy nhất là giao phối với kiến chúa để duy trì nòi giống, sau đó chết đi vì cả bầy.
Ong sống theo đàn, mỗi đàn đều có ong chúa, ong thợ, ong non và có sự phân công công việc rõ ràng. Tổ ong có ong chúa chuyên đẻ trứng, ấu trùng do trứng nở ra được nuôi bởi ong thợ (các con ong thợ này là các con cái mất khả năng sinh sản), những ấu trùng này sẽ lớn lên thành ong non và cuối cùng, trong đàn ong còn có ong đực, có số lượng rất ít trong tổ khoảng 200 con, chúng chết đi sau khi giao phối với ong chúa. Ong chúa là con ong cái duy nhất có quyền đẻ trứng trong đàn ong, dài và to hơn các ong đực, ong thợ, cánh ngắn hơn thân, có nhiệm vụ đẻ trứng nhưng không làm ra mật. Ong đực to hơn ong thợ, làm nhiệm vụ giao phối với ong chúa mỗi khi ong chúa bay ra. Ong đực thường xuất hiện vào mùa hè và chỉ sống 1-2 tháng, sang mùa thu thì bị đuổi ra khỏi tổ mà chết do bị bỏ đói. Ong thợ đông nhất, làm đủ mọi việc lấy mật, nuôi ấu trùng, bảo vệ tổ, thường sống 2-6 tháng.

### Ở thú
Sóc cũng có lòng vị tha, cụ thể loài sóc đỏ Bắc Mỹ (Tamiasciurus hudsonicus) có những tập tính là chúng có thể nhận nuôi những con sóc con mồ côi hoặc thất lạc mẹ. Tập tính vị tha này hiếm khi được ghi nhận ở những động vật sống riêng rẽ trên lãnh thổ của chúng, nhưng thường thấy ở những động vật sống theo đàn hay bầy như voi, khỉ hay sư tử. Có quan sát từ năm 1987 tập tính của hơn 7.000 con sóc và ghi nhận 34 ca nhận con nuôi. Trong mỗi trường hơp, những con sóc con mồ côi đều có mối quan hệ họ hàng thân thuộc với sóc mẹ nuôi vốn là dì, chị hay bà của chúng, trong đó khả năng nhận biết mối quan hệ họ hàng của loài sóc Tamiasciurus hudsonicus với những con sóc khác ở xung quanh, loài gặm nhấm này vốn ít tiếp xúc với đồng loại nhưng có thể nhận dạng họ hàng qua tiếng kêu của chúng.
Ở voi, chúng không bảo vệ lãnh thổ riêng của nó, thay vào đó, nó thích hòa nhập vào đàn sống bên cạnh, trong đó con voi đầu đàn là con voi cái già nhất sẽ giữ vai trò làm voi chúa, bằng trí nhớ của mình, nó dẫn cả đàn tìm đến những nơi có nguồn nước và thức ăn. Theo sau con voi này là những chú voi con và những con voi cái trưởng thành, voi sống chung một đàn qua nhiều năm, đôi khi đàn bị tách ra, một số con voi trẻ hơn rời đàn cùng những con voi khác, nhưng đàn nhỏ này vẫn có mối quan hệ chặt chẽ với gia đình gốc của chúng và có thể quay lại trong một thời gian rất ngắn. Voi đực non (khoảng 12 tuổi) sống đơn độc hoặc sống cùng các voi đực khác, số thành viên trong đàn chúng lập ra rất hay thay đổi, khi các gia đình voi tập hợp lại sẽ trở thành bầy voi gồm hàng trăm thành viên, chúng chăm sóc và sẵn sàng hi sinh cho nhau.
Lòng thiện cảm cũng có ở loài chó nhưng khả năng tự nhận thức-hình thành từ phần vỏ não phát triển của con người đã mở ra con đường tới khả năng giúp chúng ta phán đoán những gì đang diễn ra trong đầu của người khác. Chó sói đỏ sống trong bầy đàn rất có tổ chức, nếu có con sói nào bị thương trong đàn chúng cùng mang thức ăn và chia sẻ, chó sói con trong bầy rất thân thiết, khi một con chó sói chết thì những con chó sói khác sẽ chăm sóc con của nó. Cá heo có tập tính vị tha trong bầy đàn, khi cá cái sinh đẻ thường có một cô "hộ lí" để giúp đỡ, đưa con non mới sinh lên mặt nước để hớp không khí. Cá thể này còn trông giữ đứa con nuôi khi cá heo mẹ đi săn kiếm ăn, khi một con cá heo bị thương không thể ngoi lên mặt nước để thở, nó được các cá khác trong cùng đàn đỡ nâng lên mặt nước để thở. Cá heo cũng có tập tính chăm sóc cá heo đã cao tuổi, cá heo già thường rụng hết răng được cá heo trong bầy mớm cho ăn và bảo vệ trước cá dữ.

### Linh trưởng

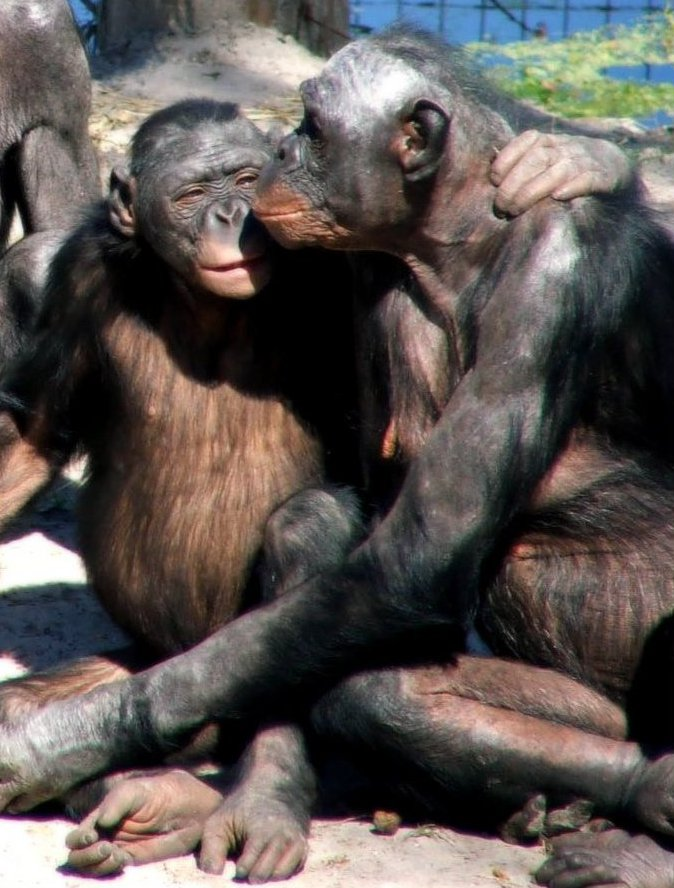
Vượn Bonobo

Có những ghi nhận về tập tính vị tha ở khỉ lùn Bonobo. Nhà nghiên cứu Frans de Waal có tác phẩm "Tính khôn khéo của loài tinh tinh" (La Politique du chimpanzé) là cuốn sách mà ông viết dành cho loài khỉ Bonobo. Trong suốt cuốn sách, nhà nghiên cứu về họ khỉ dường như chỉ nuôi dưỡng và trau chuốt ý tưởng chủ đạo những nét cơ bản nhất trong nhận thức riêng hoặc chung của con người dường như hiển hiện ở mỗi chi tiết của những người thân nhất. Từ rất nhiều thí dụ quan sát trên bonobo và tinh tinh, Frans de Waal chứng tỏ một cách thuyết phục rằng chủ nghĩa vị tha nằm sâu trong di sản sinh học của con người như một bản năng sống luôn trỗi dậy khi gặp hiểm nguy. Có mặt trong những loài khỉ xa xưa nhất và trong cả những động vật có vú khác như voi và cá heo, thiên hướng này dường như đã thuần hơn ở các loài khỉ lớn nhờ khả năng nhận biết mình trong gương.
Một con khỉ cái thuộc loài tinh tinh lùn (hay vượn Bonobo) khi nhìn thấy một con chim sáo lao đầu vào bức tường kính và rơi xuống đất, nó nhẹ nhàng đỡ lấy chú chim tội nghiệp đang bất tỉnh và đặt chú chim đứng lên. Tuy nhiên, do vẫn yếu vì cú va đập mạnh, chú chim không thể cất cánh và cô phải tung chim lên để lấy đà nhưng chú chim vẫn chưa thể vỗ cánh bay lên, con tinh tinh lùn này trèo lên một cây cao nhất quanh đó, nhẹ nhàng mở cánh chim ra rồi tung chim lên, như một đứa trẻ tung nhẹ một chiếc máy bay giấy. Chú chim tội nghiệp vẫn rớt xuống đất, nó lại trèo xuống và chăm sóc cho chú chim, đến đêm, chú chim tự bay được và tiếp tục cuộc hành trình của nó.
Đứng ở vị trí gần như ngang hàng với con người trên cây phả hệ tiến hóa, hắc tinh tinh và tinh tinh lùn (Bonobo) lại khác nhau vì chúng là hiện thân của hai cực trong một cá thể khỉ lưỡng cực như chính bản thân con người. Ở tinh tinh, đó là những xung lực của sự ngự trị nam tính, sự tôn thờ sự cạnh tranh, niềm đam mê bạo lực nhưng cũng là nghệ thuật của sự thỏa hiệp chính trị. Trong khi đó ở Vượn bonobo, đó là cái văn hóa của chủ nghĩa hoan lạc, của tình yêu và hòa bình và rất có thể, một khát vọng phá bỏ sự thống trị nam giới, những con tinh tinh lùn là kẻ làm tình táo bạo đến mức những kẻ buông thả nhất cũng không thể sánh được. Bằng ngôn ngữ đối thoại, bốn phần của con khỉ nội tâm (quyền lực, tình dục, bạo lực và lòng nhân từ) cùng đưa đến một kiến thức tổng hợp về hai họ hàng gần nhất của con người và cái nhìn tổng thể về thế giới đương đại. 